# Byblia holobrunnea
Byblia holobrunnea är en fjärilsart som beskrevs av Lajos Vári. Byblia holobrunnea ingår i släktet Byblia och familjen praktfjärilar. Inga underarter finns listade i Catalogue of Life.